# لنگ‌آباد
لنگ‌آباد، روستایی در دهستان نخلستان بخش مرکزی شهرستان کهنوج در استان کرمان ایران است. این روستا زادگاه محمدرضا امیری کهنوج نماینده دوره ۸ و ۱۰ شورای اسلامی است

## جمعیت
این روستا در دهستان نخلستان قرار دارد و براساس سرشماری عمومی نفوس و مسکن در سال ۱۳۹۵، جمعیت آن برابر با ۱٬۰۰۸ نفر (۲۹۱ خانوار) بوده‌است.

## امکانات روستا

### مدرسه
روستای امیرآباد دارای یک مدرسه ابتدایی به نام شهید علی امیری که دانش آموزان از پایهٔ اول تا ششم در این مدرسه مشغول به تحصیل هستند.

### خانه بهداشت
خانه بهداشت این روستا از سال ۱۳۹۲کلنگ زده شد و در سال ۱۳۹۷با همکاری دهیاری محترم روستا و اداره مرکز بهداشت شهرستان کهنوج افتتاح شد.

### کتابخانه روستایی
کتابخانه ولایت یک کتابخانه خودجوش که با دغدغه مندی مدیر کانون فرهنگی و هنری امیرالمؤمنین علیه السلام روستا با پیگیری و تأمین کتاب در سال ۱۳۹۸ افتتاح شد.